# 50 Great Myths of Popular Psychology
50 Great Myths of Popular Psychology: Shattering Widespread Misconceptions about Human Behavior là một cuốn sách hướng dẫn giáo dục về tư duy phản biện về tâm lý học. Bên trong là 11 chương phân loại 50 thành các chủ đề phụ của tâm lý học. Cuốn sách thảo luận về một số sự thật được phổ biến trong công chúng và những quan điểm sai lầm trong tâm lý học  - một loại tâm lý học không dựa trên các sự kiện đã được khoa học chứng minh, nhưng được công chúng biết đến nhiều - và giúp mọi người tìm hiểu cách xác định những tuyên bố sai. Cuốn đã nhận được đánh giá tích cực từ cả các nhà phê bình học thuật. Cuốn sách này được xuất bản vào năm 2009 bởi công ty xuất bản Wiley-Blackwell. Cuốn sách được viết bởi Scott O. Lilienfeld, Steven Jay Lynn, John Ruscio và Barry Beyerstein.